# Ferreirim (Lamego)
Ferreirim ist eine Gemeinde (Freguesia) im portugiesischen Kreis Lamego. In ihr leben 898 Einwohner (Stand 19. April 2021).